# Хагос Гебривет
Хагос Гебривет Берхе (тигр. ሓጎስ ገብረሂወት; 11. мај 1994.) је етиопски атлетичар, тркач на дуге стазе и бивши светски јуниорски рекордер у трци на 5.000 метара са резлтатом 12:47:53.

## Каријера
Рођен у Тиграјској области, озбиљно се бави трчањем од 2010. 2011. у трци на 3.000 метара на Светском првенству за млађе јуниоре осваја пето место са временом 7:45,11 минута.
Његово време од 13:14 минута било је најбрже време на друму у трци на 5 километара за једног јуниора (узраста до 20 године). На Митингу Арева истрчао је светски јуниорски рекорд на 5.000 м у времену 12:47,53. Ово би стајало као светски јуниорски рекорд све док га Селемон Барега није оборио 2018.
У фебруару 2013, Хагос је поставио нови јуниорски светски рекорд у трци на 3.000 м у дворани са временом 7:32,87. У марту 2013. освојио је јуниорску титулу првака света у кросу у Бидгошчу у Пољској. На Светском првенству у 2013. у Москви, Хагос је освојио сребрну медаљу на 5.000 м. Хагос је завршио као пети у трци на 3.000 м на Светском првенству у дворани 2014.
30. јуна 2023, Хагос је трчао 12:49,80 за треће место на митингу Дијамантске лиге у Лозани. Тиме је Хагос постао први атлетичар који је трчао испод 12:50 у размаку од 10 година, пошто је његова прва трка испод 12:50 била када је оборио светски јуниорски рекорд 2012. Хагос је на Дијамантској лиги Монака 23. јула 2023. истрчао 12:42,18 и за победу и за нови лични рекорд. Поправио је ово време победом на Играма у Бислету 2024. са временом 12:36,73, тада другим најбржим у историји на 5.000 метара и новим националним рекордом Етиопије, оборивши претходни рекорд Кененисе Бекелеа од 12:37,35.

## Међународна такмичења
| Година | Такмичење                          | Место                           | Позиција | Дисциплина | Резултат | Белешка |
| ------ | ---------------------------------- | ------------------------------- | -------- | ---------- | -------- | ------- |
| 2024   | Олимпијске игре                    | Париз, Француска                | 5.       | 5000 м     | 13:15.32 |         |
| 2024   | Афричке игре                       | Акра, Гана                      | 1.       | 5000 м     | 13:38.12 |         |
| 2023   | Светско првенство                  | Будимпешта, Мађарска            | 6.       | 5000 м     | 13:12.65 |         |
| 2019   | Светско првенство                  | Доха, Катар                     | 8.       | 10,000 м   | 27:11.37 |         |
| 2018   | Светско првенство у дворани        | Бирмингем, Уједињено Краљевство | 4.       | 3000 м     | 8:15.76  |         |
| 2016   | Олимпијске игре                    | Рио де Жанеиро, Бразил          | 3.       | 5000 м     | 13:04.35 |         |
| 2015   | Светско првенство                  | Пекинг, Кина                    | 3.       | 5000 м     | 13:51.86 |         |
| 2014   | Светско првенство у дворани        | Сопот, Пољска                   | 5.       | 3000 м     | 7:56.34  |         |
| 2013   | Светско првенство                  | Москва, Русија                  | 2.       | 5000 м     | 13:27.26 |         |
| 2013   | Светско првенство у кросу          | Бидгошч, Пољска                 | 1.       | 8 км       | 21:04    |         |
| 2012   | Олимпијске игре                    | Лондон, Уједињено Краљевство    | 11.      | 5000 м     | 13:49.59 |         |
| 2011   | Светско првенство за млађе јуниоре | Лил, Француска                  | 5.       | 3000 м     | 7:45.11  |         |